# Clytus madoni
Clytus madoni – gatunek chrząszcza z rodziny kózkowatych i podrodziny kózkowych (Cerambycinae). W Czerwonej księdze gatunków zagrożonych IUCN ma status gatunku najmniejszej troski.

## Taksonomia
Gatunek ten został opisany w 1890 roku przez Maurice’a Pica jako Clytus (Clytanus) madoni. Miejscem typowym jest Palestyna. Opisany przez Pica w 1939 roku Clytus preapicalis został z nim zsynonimizowany w 1975 roku przez Carolusa Holzschuha.

## Opis
Chrząszcz o ciele długości od 5 do 8 mm, ubarwionym czarno z wzorem z jasnych przepasek. Barwa całych czułków jest brązowawa, a odnóży brunatnoczarniawa. Przedplecze pozbawione jest obrzeżenia. Wierzchołek porośniętej białymi włosami tarczki jest zaokrąglony. Pokrywy mają dwie poprzeczne przepaski z białych włosków; nie występuje przepaska barkowa oraz brak jest przepaski w wierzchołkowej ich ćwiartce (przepaski apikalnej). Pierwsza z przepasek jest wyraźna, wklęśle zafalowana, biegnąca skośnie od pobliża środka długości pokryw (prawie od ich krawędzi) do początku ich drugiej ćwiartki i nieosiągająca ich szwu. Druga przepaska jest również wyraźna, co najwyżej nieco falista, dochodząca w pobliże szwu, ale również go nieosiągająca. Wierzchołek pokryw jest ścięty.

## Biologia, występowanie i zagrożenie
Biegowiec ten zasiedla zakrzewienia. Owady dorosłe latają od marca do maja i odwiedzają różne kwiaty. Larwy są obligatoryjnie saproksylofagiczne. Żerują w gałęziach szakłaka palestyńskiego, przy czym preferowane są takie osłabione już żerami innych kózkowatych.
Owad palearktyczny, o rozsiedleniu wschodniośródziemnomorskim. Znany jest z południowej Turcji (prowincja Hatay), Cypru, Libanu, Izraela i Palestyny. Jego zasięg szacuje się na około 10 tysięcy km².
Gatunek ten umieszczony jest w Czerwonej księdze gatunków zagrożonych Międzynarodowej Unii Ochrony Przyrody ze statusem najmniejszej troski (LC). Nie są znane duże czynniki mu zagrażające, a trend liczebności jego populacji oceniono na stabilny.